# 英皇訴重士案 (紐賓士域)
英皇訴重士案（英語：R v Jones）是1799年的一宗法庭案件，挑戰紐賓士域奴隸制的合法性。
迦勒·重士（Caleb Jones，約1743–1816）是北美奴隸主及效忠派人士，在美國獨立戰爭後由馬利蘭州向北奔至紐賓士域。1780年代，重士在紐約及馬里蘭州購買了奴隸，並將他們遷至他在紐賓士域的農場，強迫他們勞動。
到18世紀末，奴隸制在英國殖民地引來了越來越多的爭議，一些著名的紐賓士域人試圖挑戰這種做法，包括法律政策專員Ward Chipman。1799年，他們幫助一位名叫Nancy（有時稱為Ann）的婦人申請了一份人身保護令狀，以挑戰重士對她的奴役。Nancy由Chipman及Samuel Denny Street無償代表，而重士聘用了律政司Jonathan Bliss、John Murray Bliss、Thomas Wetmore、Charles Jeffery Peters及William Botsford。還有Sampson Salter Blowers為Nancy的代表律師提供了意見。此案由紐賓士域最高法院全體法官聆訊：George Duncan Ludlow、Joshua Upham、Isaac Allen及John Saunders。眾所周知，Saunders反對奴隸制，而Ludlow、Upham及Allen都擁有奴隸。
該案持續了近一年，法院於1800年2月18日宣布了一項分開判決：Ludlow和Upham支持重士，Allen和Saunders支持Nancy。由於沒有記錄任何判決，Nancy實際上敗訴並被重新禁錮。
一眾類似的案件，即被奴役的婦女Mary Morton訴她的奴役者阿格紐（Stair Agnew），幾乎同時開始了。英皇訴阿格紐案（R v Agnew）並未獲審訊。一些評論員將這兩個案件混為一談，有時將呈請人誤稱為Nancy Morton。阿格紐，當時是立法會議員，被持不同意見的法官們激怒了，他向Allen發起了決鬥。雖然Allen拒絕了，但Nancy的律師Street急切地接替了他的位置。
儘管Nancy沒有被解放，但此案被認為有助於使公眾輿論反對奴隸制。事實上，其中一名法官Isaac Allen在聆訊後給予自己的奴隸自由，而其他一些奴隸主顯然也被說服這樣做。到1820年，奴隸制在紐賓士域基本絕跡，部分原因是英皇訴重士案引發的爭議。

## 外部連結
- New Brunswick Supreme Court Minutes (1785–1829) （页面存档备份，存于）, held in the Loyalist Collection at the University of New Brunswick